# هوکشه وارد
هوکشه وارد (به هلندی: Hoeksche Waard) یک منطقهٔ مسکونی در هلند است که در هلند جنوبی واقع شده‌است. هوکشه وارد ۸۷٬۱۹۹ نفر جمعیت دارد.